# Nisar Ahmed
Nisar Ahmed Kasi, né le 15 novembre 1987, est un coureur cycliste pakistanais. Il a été champion du Pakistan sur route en 2014.

## Palmarès
- 2008
  - Peshawar-Rawalpind
- 2009
  - Abbottabad-Nathiagal
- 2010
  -  Médaillé de bronze de la course en ligne des Jeux sud-asiatiques
- 2011
  - Champion of the Hills
  - Abbottabad-Nathiagal
- 2012
  - Champion of the Hills
  - Ziarat-Quetta
- 2014
  -  Champion du Pakistan sur route
- 2016
  -  Médaillé de bronze de la course en ligne des Jeux sud-asiatiques
- 2017
  - 2e étape du Tour de Galiyat[1]